# Transgender Europe
Transgender Europe (TEGU) est une organisation non gouvernementale fondée en 2005 à Vienne pour les droits les personnes trans contre la transphobie. Actuellement, son siège est en Berlin, en Allemagne. 
TEGU est en relation avec l'Action globale pour l'égalité trans (en) (GATE) qui a participé à la formation des Principes de Jogjakarta en Action et l'ILGA en Europe, et publie l'état des droits pour les personnes transgenres en Europe,, et les noms des personnes tuées pour des motifs transphobes,. Elle contribue à des documents publiés par la Commission Européenne. 
TEGU se bat également contre la médicalisation psychiatrique (CIM-10) de l'identité de genre des personnes trans et la stérilisation contrainte, et milite plutôt en faveur d'une reconnaissance de l'identité de genre. L'association a salué la décision allemande de permettre l'inscription à l'état civil des enfants sous un « troisième sexe ».
L’organisation est décrite dans des documents du Conseil de l’Europe comme fédérant un réseau européen d’associations et de militants transgenres depuis 2005. En 2015, elle compte  74 organisations membres dans 39 pays. TGEU a coordonné au niveau européen l’opposition aux lois (de 17 pays européens en 2016, dont 11 dans l’UE) qui imposent la stérilisation comme préalable au changement d’état civil,,.